# John Letts
Pour les articles homonymes, voir Letts.
John Richard « Johnny » Letts, né en 1943 en Australie méridionale, est un ancien jockey australien dont la carrière a duré près de 30 ans. Sa carrière s'est achevée en 1988. 

## Biographie
Letts a commencé sa carrière d'apprenti en 1959, à l'âge de 16 ans. Il a été immortalisé en remportant la Melbourne Cup à deux reprises sur Piping Lane en 1972 et Beldale Ball en 1980.
En plus de ses victoires en Melbourne Cup, il a participé à plusieurs grands prix, dont trois SAJC Adelaide Cups sur Rain Lover (1968), Grand Sale (1976) et Amarant (1983). Il a également remporté le AJC Epsom Handicap sur Raffindale en 1977, le Victoria Derby sur Galena Boy en 1975 et l'Australian Cup VRC 1980 sur Ming Dynasty.
Au cours des dernières années, Letts a joué un rôle de premier plan en tant que journaliste et commentateur pour Seven Sport, département de production de Seven Network, chaine télévisée qui couvre les courses majeures en Australie, y compris la Melbourne Cup. Après avoir concouru avec son meilleur compagnon Banjo, dès la fin de la course, il utilise un microphone portatif pour faire des interviews en direct avec le jockey gagnant de la course. La couverture visuelle de cette interview provient des caméras au sol.
À Adelaïde, John Letts était surnommé « The Punters Pal », qui signifie « le copain de parieurs ». À la fin de l'année 2014, J. Letts est atteint d'un cancer. 
En avril 2015, Letts perd son meilleur cheval et ami Banjo, mort de colique à l'âge de 25 ans. En mars 2016, la course du Galaxy Stakes courue lors du Golden Slipper Day à Rosehill (en) a été rebaptisé The Banjo Galaxy Stakes en l'honneur de son ancien compagnon. 
John Letts a déclaré être « heureux d'être en vie » après avoir battu le cancer de la prostate, il a lutté en privé pendant qu'il travaillait au sein la Melbourne Cup. Letts a été soutenu par sa femme de 36 ans, Annie, sa mère Georgina, 90 ans, et ses enfants Karen et Michael, nés d'un précédent mariage avec Julie.

## Palmarès
- Melbourne Cup : (2) - Piping Lane (1972), Beldale Ball (1980)
- Adelaide Cup (en) : (3) - Rain Lover (1968), Grand Sale (1976), Amarant (1983)
- Epson Handicap (en) : (1) - Raffindale (1977)
- Victoria Derby (en) : (1) - Galena Boy (1975)
- Australian Cup (en) VRC (VRC : Victoria Racing Club) : Ming Dynasty (1980)